# Hrvatske izvandomovinske škole Kanade i Amerike
Hrvatske izvandomovinske škole Kanade i Amerike (HIŠAK) je bila odgojno-školska organizacija hrvatskih iseljenika iz Kanade i SAD-a. 
Osnovana je 1974. na svećeničkom sastanku u New Yorku. Ovu se ustanovu smatra najvažnijom hrvatskom školskom ustanovom izvan Hrvatske. Od osnutka vodi ju fra Ljubo Krasić. 
HIŠAK je odigrao veliku ulogu u priznanju hrvatskoga jezika u Kanadi i SAD-u, jer su hrvatske škole koje su okupljale više tisuća učenika. HIŠAK je organizirao međunarodne simpozija na kojima je sudjelovalo stotine učitelja. Učitelji su potpisali dvije značajne deklaracije.[Je li poznat naziv?] Te su deklaracije apelirale na one institucije u svijetu koje nisu priznale hrvatski jezik da to trebaju što prije učiniti, jer time poštuju ljudska prava a i ondašnji jugoslavenski ustav.
Uspjeh nije izostao. Kanadska je vlada de facto svojim djelima priznala hrvatski jezik kao samostalni. Kanadsko ministarstvo za multikulturalizam 1970-ih je omogućilo da se pripremi i objavi školske priručnike Hrvatski jezik 1 i Hrvatski jezik 2. Priručnici nisu ostali usamljeno izolirano izdanje, nego su doživjeli više izdanja. Objavljen je ilustrirani četverojezični rječnik za djecu, hrvatsko-englesko-njemačko-francuski. 
Uspjeh nije izostao ni u SAD-u. American Association for the Advancement of Slavic Studies, najbrojnije slavističko udruženje na svijetu, u svojim formularima od 1984. godine hrvatski je jezik definiralo kao poseban jezik. 
U borbi za hrvatski jezik su pored hrvatskih škola pridonijele ustanove kao Hrvatska katolička zajednica, Hrvatska bratska zajednica, rad hrvatskih jezikoslovaca u domovini i neizbježna Deklaracija o nazivu i položaju hrvatskog književnog jezika.